# Clodomiro Zavalía
Clodomiro Donato Agapito Zavalía (San Miguel de Tucumán, Argentina, 12 de diciembre de 1883-1959) fue un abogado especialista en Derecho Constitucional que ejerció la docencia, tuvo los cargos de juez federal y de ministro de Gobierno de la Provincia de Buenos Aires y fue decano de la Facultad de Derecho de la Universidad de Buenos Aires.

## Biografía
Era hijo de Clodomiro de Zavalia Gondra  y Tomasa Javiera del Carmen Olmos Rueda y se casó con María Bunge Guerrico. Obtuvo su doctorado en Derecho en 1908 en la Universidad de Buenos Aires y fue juez federal de La Plata entre 1915 y 1924 y de la ciudad de Buenos Aires entre 1924 y 1925. El 11 de septiembre de 1930 fue nombrado ministro de gobierno de la provincia de Buenos Aires por el interventor federal Carlos Meyer Pellegrini, a quien reemplazó por unos pocos días a fin de ese año cuando el mismo presentó su renuncia a su cargo, que luego retiró. En 1933 integró por resolución del Consejo Deliberante de la ciudad de Buenos Aires como decano de la Facultad de Derecho junto a los de las Facultades de Ingeniería y de Ciencias Económicas Mauricio Griffier y Enrique Butty una Comisión de Conciliación que emitió dictamen sobre el conflicto de la Ciudad con las concesionarias del servicio eléctrico, integrada por los decanos de Derecho, Económicas e Ingeniería de la Universidad de Buenos Aires.
Hasta 1946 fue profesor en la Facultad de Derecho de la Universidad de Buenos Aires, en la cual fue nombrado decano por el período de 1931 a 1935. En julio de 1945 impulsó y consiguió la aprobación en el Consejo Universitario de Buenos Aires de una resolución disponiendo la suspensión o cesantía de los docentes que adhirieran “a ideologías o sistemas contrarios a los principios de libertad y gobierno representativo”.
Perteneció a la Academia Nacional de Derecho y Ciencias Sociales de Buenos Aires, para la que fue elegido presidente en 1959 pero no completó el mandato porque falleció ese año; al Círculo de Armas, al Jockey Club de Buenos Aires, fue miembro fundador del Tortugas Country Club y presidió la Asociación Argentino de Compañías de Seguros. Integró el directorio o fue síndico de distintas sociedades anónimas, tales como South America Crédito Financiero y Mandatario, Ernesto Tornquist y Compañía, ASTRA, La Chaqueña, Compañía Suizo-Argentina de Electricidad, S.A.Y.M.A.P. y Compañía Azucarera Tucumana.
Escribió artículos sobre Derecho Constitucional, su especialidad, en la Revista de Jurisprudencia Argentina y en otras publicaciones. Entre sus obras se encuentran Historia de la Corte Suprema de Justicia de la República Argentina, Derecho federal, Lecciones de Derecho público provincial y Defensa Social de la Nación.
Clodomiro Zavalía falleció en 1959.